# Dombrunnen (Freising)
Der Dombrunnen ist ein 2024 errichteter Brunnen auf dem Freisinger Domberg. Die den Brunnen zierende historische Statue steht unter Denkmalschutz.
Um 1700 wurde von Fürstbischof Johann Franz Eckher von Kapfing und Liechteneck ein Brunnen für den Vorhof des Freisinger Doms in Auftrag gegeben. Der Bildhauer Franz Ableithner schuf dafür eine Statue des Freisinger Mohren aus Untersberger Marmor. Dieser stand wohl auf einer Marmorsäule in einem Wasserbecken. Abbildungen des historischen Brunnens sind nicht erhalten.
Im Rahmen der Säkularisation in Bayern wurde der Brunnen abgebrochen. Im leeren Bassin wurde an seiner Stelle 1857 das Denkmal für Otto von Freising errichtet. Das Bassin wurde später abgebrochen. Die Mohrenstatue tauchte 1869 in einem Steinmetzbetrieb wieder auf und wurde als Teil des Mohrenbrunnens zuerst in der Luitpoldanlage und später am Fürstendamm wieder aufgestellt. Die Originalstatue wurde 1998 durch eine Kopie aus Kalkstein ersetzt, während das Original im Diözesanmuseum ausgestellt wurde.
Im Rahmen der Neugestaltung des Dombergs wurde 2024 auch der Innenhof zwischen Freisinger Dom und Fürstbischöflicher Residenz neu gestaltet. Dabei wurde der Brunnen neu errichtet und mit der denkmalgeschützten Originalstatue gekrönt. Das Denkmal für Otto von Freising wurde in den Hof südlich des Doms versetzt. Bei der Neugestaltung wurden auch bisher unter der Erde verborgene Fundamente des alten Brunnens und einer mittelalterlichen Pferdeschwemme gefunden. Um diese beim Bau nicht zu zerstören, wurde das neue Brunnenbecken im Vergleich zum alten Brunnen etwas verkleinert. Auch für das Becken und die Säule des neuen Brunnens wurde Untersberger Marmor verwendet. Am Sockel wurde eine Inschrift angebracht die an Geschichte des alten und neuen Brunnens und auf die zur jeweiligen Zeit im Amt befindlichen Herrscher oder Bischöfe erinnert.
IOH: FRANCISC:

ME CONSTRUXIT

MDCC

MAX: IOSEPH

ME DESTRUXIT

MDCCCIII

REINHARDUS

ME RESTRUXIT

MMXXIV

 
Johann Franz 

hat erbaut

1700

Max Joseph 

hat zerstört

1803

Reinhard

hat wieder errichtet

2024

 

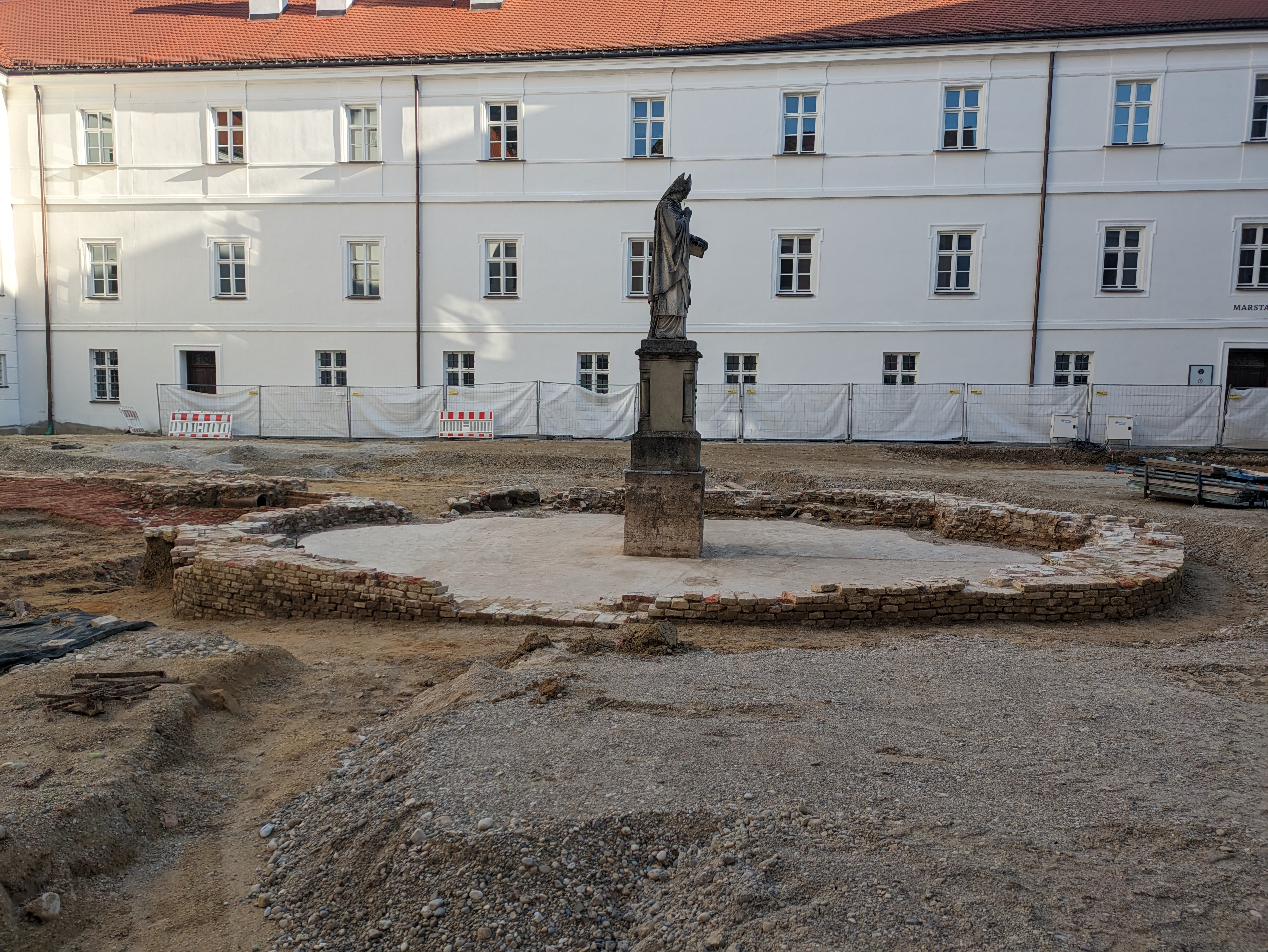
Fundament des alten Brunnens
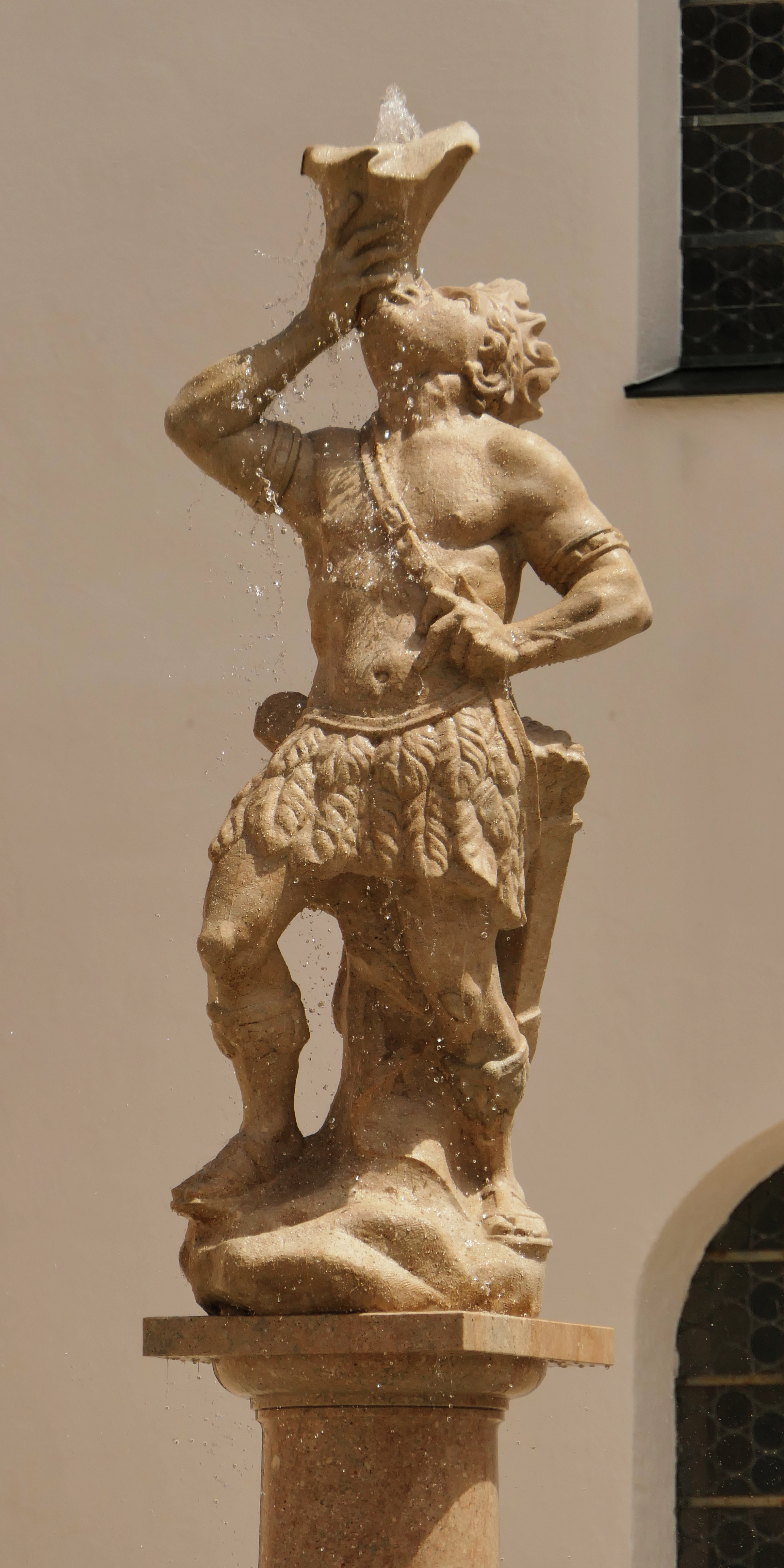
Detailansicht der Statue
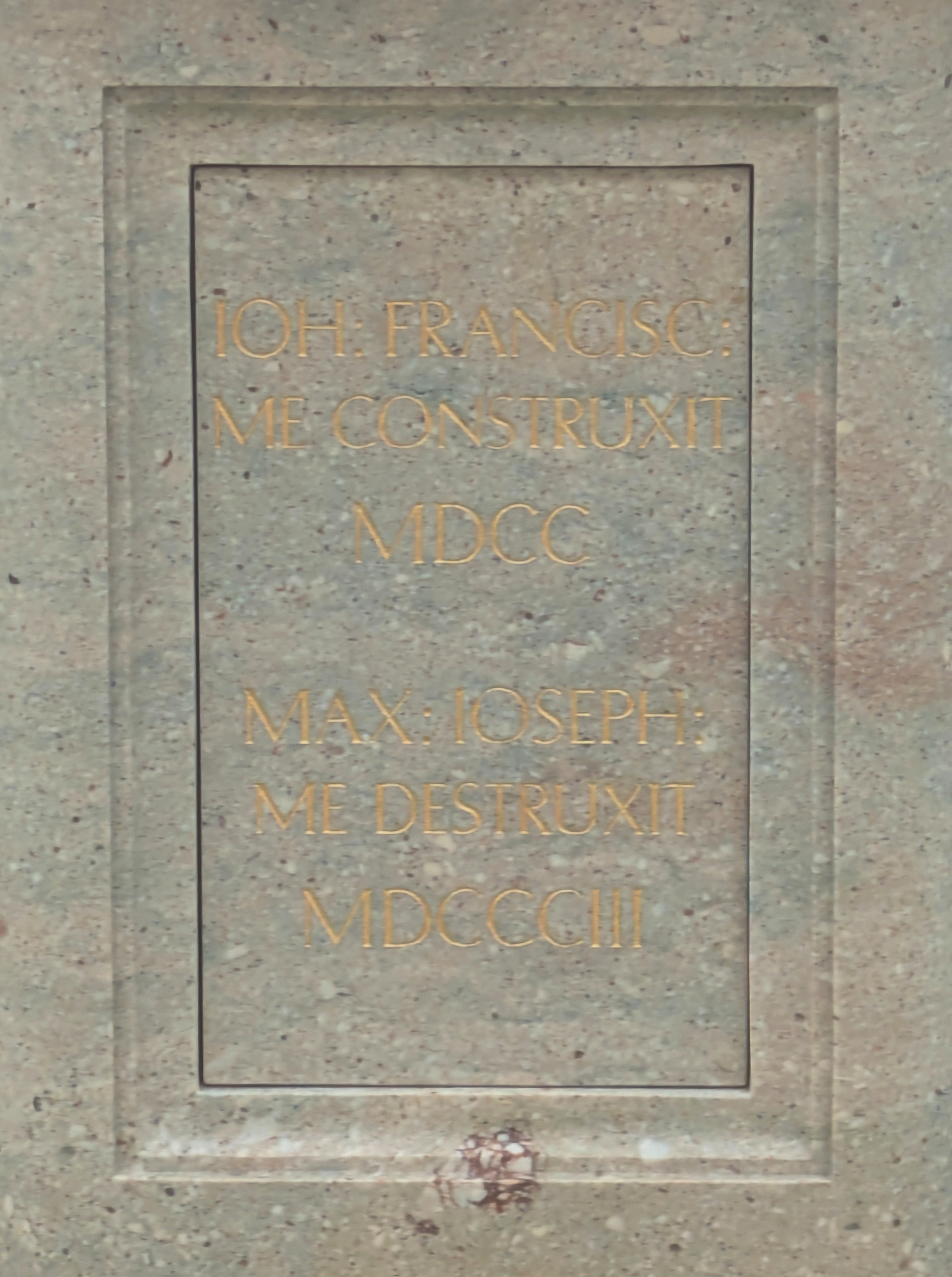
Inschrift